# Carl Ferdinand Andresen
Carl Ferdinand Andresen (Oslo, 24 de junio de 1824 - 14 de febrero de 1890) fue un funcionario y parlamentario noruego de Kristiania. 

## Biografía
Era hijo del comerciante Nicolai Andresen. Después de convertirse en estudiante en 1841, se graduó como cand.min. (ciencia de la minería) en 1846. Desde 1849 trabajó en varios puestos en la mina de plata de Kongsberg, siendo finalmente escribano de la mina desde 1854. Durante la década de 1856 a 1866 fue director de operaciones en la mina de plata "Vinoren". En 1866 comenzó como director de la mina de plata de Kongsberg, y fue director administrativo de 1869 a 1885. Finalmente, fue recaudador de aduanas en Arendal hasta su muerte en esa ciudad en 1890.
Andresen fue miembro de la comisión sobre la mina de plata de Kongsberg en 1865, de la comisión sobre el sistema monetario en 1865 y presidente de la comisión sobre la ley de minería en 1875. Fue alcalde en 1865 y presidente del consejo de administración ("director") del banco de ahorros local.
En el período parlamentario de 1871-73 representó a Kongsberg en el Storting, donde fue secretario del comité de comercio número 1. En el período de 1880-82 fue suplente por la misma circunscripción electoral, asistiendo a las sesiones de 1881 y 1882 en lugar del fallecido Jens Landmark. En esa ocasión, fue miembro del comité militar.